# 贝塞尔 (康涅狄格州)
贝塞尔（Bethel）是位于美国康涅狄格州费尔菲尔德县的城市，距离纽约市约60英里。根据美国人口调查局2000年统计，共有人口18,067人，其中白人占92.39%、亚裔美国人占3.55%、非裔美国人占1.26%。
著名电池制造商金霸王公司总部位于该市。